# 木古内インターチェンジ
木古内インターチェンジ（きこないインターチェンジ）は、北海道上磯郡木古内町字大平にある函館江差自動車道（茂辺地木古内道路）のインターチェンジである。

## 歴史
- 2022年（令和4年）
  - 2月18日 : IC名称が「木古内IC」で正式決定[1]。
  - 3月26日 : 北斗茂辺地IC - 木古内IC間（茂辺地木古内道路）開通に伴い、供用開始[1]。

## 周辺
- きこないビュウ温泉 のとや
- 木古内小学校
- 木古内中学校
- 木古内町役場
- 木古内駅（JR北海道・北海道新幹線/道南いさりび鉄道）
- 道の駅みそぎの郷 きこない

## 接続する道路
- 直接接続
  - 国道228号

## 料金所
無料区間のため、設置されていない。

## 隣
E59 函館江差自動車道（茂辺地木古内道路）
(5) 北斗茂辺地IC - (6) 木古内IC